# Trine Hattestad
Elsa Katrine («Trine») Hattestad, de soltera Solberg (n. 18 de abril de 1966 en Lørenskog, Noruega) es una atleta noruega especialista en lanzamiento de jabalina que fue campeona olímpica en los Juegos Olímpicos de Sídney 2000, además de haber sido dos veces campeona mundial y una vez campeona europea.

## Biografía

### Inicios
En su adolescencia, era también una prometedora jugadora de balonmano en su país, donde llegó a jugar en la segunda división de este deporte.
Hizo su debut internacional en 1981 en el Campeonato Europeo Junior, ocupando la 5.ª posición. Al año siguiente, participó en el Campeonato Europeo absoluto de Atenas 1982.
Su salto a la élite internacional se produjo en los Juegos Olímpicos de Los Ángeles 1984, la primera de sus cinco participaciones olímpicas, donde, con solamente 18 años de edad, finalizó en 5.ª posición.
En los años siguientes, continuó compitiendo a buen nivel, aunque siempre a la sombra de las grandes dominadoras de esta prueba a nivel mundial, que por esa época eran la alemana oriental Petra Felke y las británicas Fatima Whitbread y Tessa Sanderson.
«Trine» solía conseguía victorias en competiciones menores, pero fallaba cuando llegaban las grandes citas. Fue 9.ª en el Campeonato Europeo de Stuttgart 1986, mientras que no logró el pase a la final en los Campeonatos Mundial de Roma 1987 ni en los Juegos Olímpicos de Seúl 1988.
En 1989, se produjo un gran salto de calidad. El 1 de julio de ese año, superó en Oslo por primera vez la barrera de los 70 metros (71.12) y fue la segunda del ranking mundial del año, tras la plusmarquista mundial Petra Felke. Ese año, solamente perdió en una de las doce pruebas que disputó.
En 1991, volvió a demostrar que, pese a ser una gran lanzadora, no respondía bien en las competiciones importantes. En ese año, ganó en todas las pruebas que disputó y lideró el ranking mundial del año con 71.44. Sin embargo, fracasó en la competición más importante: el Campeonato del de Tokio, donde solamente pudo ser 5.ª.
Algo parecido le ocurrió al año siguiente en los Juegos Olímpicos de Barcelona 1992, donde era una de las favoritas. Tras lanzar 67.20 en la fase de calificación, solamente pudo llegar hasta 63.54 al día siguiente en la final, acabando en una decepcionante 5.ª posición.

### Campeona mundial
Por fin, en 1993, consiguió ganar su primer gran título internacional, en el Campeonato Mundial de Stuttgart, con un tiro de 69.18. Ese año, lideró además el ranking mundial con 72.12 hechos en Oslo.
En 1994, logró en Helsinki proclamarse campeona de Europa, por única vez en su carrera, y una marca de 71.32 lograda en Oslo fue la 2.ª del ranking mundial, tras la bielorrusa Natalia Shikolenko (71.40). Ese año, lanzaría por última vez por encima de los 70 metros.
Al año siguiente, una lesión le hizo perderse parte de la temporada y no pudo acudir al Campeonato Mundial de Gotemburgo 1995
En los Juegos Olímpicos de Atlanta 1996, su cuarta participación olímpica, logró la medalla de bronce con un tiro de 64.98. El oro fue para la finlandesa Heli Rantanen (67.94) y la plata para la australiana Louise McPaul (65.54).
En 1997, obtuvo el triunfo en el Campeonato Mundial de Atenas, ganando así su segundo título mundial tras el de 1993. Además, lideró el ranking mundial del año por tercera vez en su carrera con un tiro de 69.66 logrado en Helsinki poco antes de los mundiales.
Decepcionó en el Campeonato Europeo de Budapest 1998, donde fue 4.ª con 63.16, uno de sus peores lanzamientos en toda la temporada.
En 1999, ganó la medalla de bronce en el Campeonato Mundial de Sevilla con 66.06, por detrás de la griega Mirela Tzelili (67.09) y de la rusa Tatyana Shikolenko (66.37). Ese año, dominó en el ranking mundial con 68.19.

### Campeona olímpica
El 2000 sería su año más importante, ya que logró el único título que le faltaba en su palmarés: la medalla de oro en los Juegos Olímpicos de Sídney, donde lanzó 68.91, superando ampliamente a la griega Mirela Tzelili (plata, con 67.51) y a la cubana Osleidys Menéndez (bronce, con 66.18).
Además, en ese año batió dos veces el récord mundial: una el 30 de junio en Roma (68.22) y otra el 28 de julio en Oslo (69.48). No obstante, hay que tener en cuenta que en 1999 había tenido lugar un cambio en la normativa que variaba el peso de la jabalina para que los lanzamientos fueran más cortos, empezándose a contar los récords solamente desde entonces.
Tras su triunfo olímpico, «Trine» Hattestad se retiró del atletismo. Está considerada como una de las mejores lanzadoras de jabalina de la historia, y la mejor en la década de los 90.
En 1985, se casó con Anders Hattestad, de quien tomó su apellido, y ambos son padres de cuatro hijos.

## Resultados
| Año  | Competición        | Lugar       | Puesto    | Marca |
| ---- | ------------------ | ----------- | --------- | ----- |
| 1984 | Juegos Olímpicos   | Los Ángeles | 5.ª       | 64.52 |
| 1986 | Campeonato Europeo | Stuttgart   | 9.ª       | 59.52 |
| 1987 | Campeonato Mundial | Roma        | eliminada | 55.30 |
| 1988 | Juegos Olímpicos   | Seúl        | eliminada | 58.82 |
| 1991 | Campeonato Mundial | Tokio       | 5.ª       | 63.36 |
| 1992 | Juegos Olímpicos   | Barcelona   | 5.ª       | 63.54 |
| 1993 | Campeonato Mundial | Stuttgart   | 1.ª       | 69.18 |
| 1994 | Campeonato Europeo | Helsinki    | 1.ª       | 68.00 |
| 1994 | Copa del Mundo     | Londres     | 1.ª       | 66.48 |
| 1996 | Juegos Olímpicos   | Atlanta     | 3.ª       | 64.98 |
| 1997 | Campeonato Mundial | Atenas      | 1.ª       | 68.78 |
| 1998 | Campeonato Europeo | Budapest    | 4.ª       | 63.16 |
| 1999 | Campeonato Mundial | Sevilla     | 3.ª       | 66.06 |
| 2000 | Juegos Olímpicos   | Sídney      | 1.ª       | 68.91 |

| Predecesor: Heli Rantanen | Campeona Olímpica de lanzamiento de jabalina Pequín 2008 | Sucesor: Osleidys Menéndez |